# اینسفورد
اینسفورد (به انگلیسی: Eynsford) یک روستا و محله مدنی در بریتانیا است که در سونوکس واقع شده‌است. اینسفورد ۱۴٫۵۴ کیلومتر مربع مساحت و ۱٬۸۱۴ نفر جمعیت دارد.